# Lauvholmen
Ne doit pas être confondu avec Lauvholmen (Bømlo), Lauvholmen (Lindås), Lauvholmen (Bjørnafjorden) ou Lauvholmen (Øygarden).
Lauvholmen est une île norvégienne dans le comté de Hordaland. Elle appartient administrativement à Austevoll.

## Géographie
Rocheuse et couverte d'arbres, à fleur d'eau, elle s'étend sur environ 78 m de longueur pour une largeur approximative de 64 m. 